# Logothète des troupeaux
Le logothète des troupeaux (en grec λογοθέτης τῶν ἀγελῶν, logothetēs tōn agelōn) est le fonctionnaire byzantin responsable des domaines étatiques (mētata) d'Asie Mineure occidentale consacrés à l'élevage des chevaux et des mules destinés à l'armée byzantine.

## Histoire et fonctions
La fonction apparaît au IXe siècle (Taktikon Uspensky) et est considérée comme une évolution du praepositus gregum et stabulorum romain mentionné dans la Notitia dignitatum (IVe siècle), un subalterne du comes rerum privatarum. Vers 850, son bureau se trouve sous l'autorité du sacellaire, mais il devient vite supérieur à celui-ci. Ce logothète est le seul à être mentionné parmi les hauts fonctionnaires militaires (stratarchai) dans le Klētorologion de Philotée (899), en 40e position dans la hiérarchie aulique, illustrant ainsi ses liens étroits avec l'armée,. L'importance de la fonction croît au Xe siècle, à l'image de la cavalerie dans l'armée, puis diminue au XIe siècle. Elle atteint son zénith à la fin du XIIIe siècle, quand elle est exercée par plusieurs des plus hautes figures de l'État. Au XIVe siècle, l'Asie Mineure étant perdue, ses compétences sont presque toutes supprimées ; il n'est pas mentionné dans le pseudo-Kodinos et n'est plus qu'un titre honorifique.
Le logothète des troupeaux est chargé de l'administration des grands domaines étatiques (mētata) d'Asie Mineure occidentaleconsacrés à l'élevage des chevaux et mules qu'il doit fournir à l'armée, en accord avec le comte de l'étable. Il administre également les domaines impériaux. Par ailleurs, il peut également assurer la défense des domaines relevant de sa fonction.

## Subalternes
Selon le De ceremoniis, son bureau compte cinq principaux types de fonctionnaires, :
- le prōtonotarios (πρωτονοτάριος) d'Asie, où on retrouve les mētata ;
- le prōtonotarios de Phrygie, où on retrouve les mētata ;
- les dioikētai des mētata (διοικηταὶ τῶν μητάτων), leurs administrateurs ;
- les episkeptētai, les inspecteurs des précédents ;
- les komētes, des comtes à la fonction obscure.

Des sceaux indiquent également l'existence de chartoularioi et d'un ek prosōpou (en) (« représentant »).

## Détenteurs connus
| Identité            | Date                                     | Nommé par                                                | Notes | Références |
| ------------------- | ---------------------------------------- | -------------------------------------------------------- | --- | ---------- |
| Basile              | VIIIe siècle/IXe siècle                  | Inconnu                                                  | Uniquement connu au travers d'un sceau mentionnant un Basile, spathaire et logothetēs tōn agelōn | [ 6 ]      |
| Anonyme             | début du Xe siècle                       | Léon VI le Sage ou Constantin VII ou Romain Ier Lécapène | Destinataire d'une lettre du patriarche Nicolas Ier Mystikos. | [ 6 ]      |
| Basile              | XIe siècle                               | Inconnu                                                  | Connu seulement par un sceau mentionnant un Basile, ek prosopou du logothète des troupeaux, asekretis et protospathaire. | [ 6 ]      |
| Hagiothéodoritès    | c. 1258                                  | Théodore II Lascaris                                     | Mentionné à l'occasion de la brève période suivant la mort de Théodore II, quand le régent Georges Muzalon le place à la tête du trésor impérial. Quand Michel VIII Paléologue prend le pouvoir, Hagiothéodorièts est promu au rang de logothète de l'oikeiakon. | [ 7 ]      |
| Pépagoménos         | c. 1283/89                               | Andronic II Paléologue                                   | Destinataire d'une lettre du patriarche Grégoire II | [ 7 ]      |
| Théodore Métochitès | c. 1294                                  | Andronic II Paléologue                                   | Selon Georges Pachymères, il tient ce poste à l'occasion d'une ambassade auprès du royaume arménien de Cilicie en 1294. | [ 7 ]      |
| Phakrasès           | c. 1299/1300                             | Andronic II Paléologue                                   | Destinataire d'une lettre de Maxime Planude vers 1300 et d'une lettre de Nicéphore Choumnos vers 1315. Guillaund l'identifie à Jean Phakrasès, un ami du patriarche Grégoire II et suggère qu'il est aussi le personnage du même nom, parakimomène et auteur d'un traité sur les titulatures et offices impériaux. D'autres historiens estiment plutôt que ce Phakrasès est le père du parakimomène et peut-être le fils du Jean Phakrasès réputé proche de Grégoire II. | ,          |
| Anonyme             | fin du XIIIe siècle/début du XIVe siècle | probablement Andronic II Paléologue                      | Destinataire d'une lettre de Manuel Philès | [ 6 ]      |